# Confluencia Segre-Cinca
Confluencia Segre-Cinca (en catalán Aiguabarreig Segre-Cinca) es un Lugar de Importancia Comunitaria situado en la provincia de Lérida, Comunidad Autónoma de Cataluña, España, constituye un paraje de gran riqueza natural. Está delimitado por el curso del río Cinca en el límite provincial de Huesca y por el curso del río Segre entre el puente de Serós y Granja de Escarpe, en el Segriá. La amplia lámina de agua de la confluencia, con frecuentes isletas y cañaverales que la pueblan, es el hábitat idóneo para multitud de aves, tanto sedentarios como migratorios.
Fue protegido por el Plan de Espacios de Interés Natural (PEIN) de la Generalidad de Cataluña mediante el Decreto 328/1992.

## Fauna
En cuanto a la fauna, las aves son el grupo más destacado, ya que acoge desde colonias de martinetes o todo tipo de aves rapaces hasta las aves de los ambientes desérticos, incluyendo una extensa representación de especies escasas y amenazadas en Europa como la cucuta terronera. Se añaden, notoriamente, los reptiles, anfibios y los mamíferos como murciélagos, una abundante población de ciervo y más escasamente la nutria y la cabra salvaje.

## Flora
Combina vegetación de ribera y tierras cultivadas, principalmente de frutales de fruta dulce: manzanos, melocotoneros, perales y otros. En este paisaje también abundan las plantaciones de chopos, forrajes (alfalfa) y cereales de verano (maíz), si bien los huertos son actualmente minoritarios.